# Фатмир Ђека
Фатмир Ђека (албански: Fatmir Gjeka ; 17. април 1975) је албански политичар. У Црној Гори је министар за људска и мањинска права, предсједник Демократске странке и био је градоначелник Улциња.

## Политичка активност
Од 2002–2011. године обављао је дужност секретара Секретаријата за буџет и финансије Општине Улцињ. Био је члан Комисије за финансирање локалне самоуправе и председник ове комисије у једном мандату.
У новембру 2011. године изабран је за директора ЈП Улцињ. На Уставотворној скупштини Демократске странке, одржаној 24. децембра 2011. године, изабран је за председника ове странке. Као представник Албанске коалиције (Демократска партија, Албанска алтернатива и Демократски савез у Црној Гори) изабран је за посланика у Скупштини Црне Горе, на парламентарним изборима одржаним 14. октобра 2012.
Као посланик, био је председник Клуба посланика албанских странака, Хрватске грађанске иницијативе и Либералне партије Црне Горе.
Ђека је изабран за градоначелника Улциња 24. фебруара 2014. године, као кандидат Коалиције „Заједно за будућност Улциња“, ФОРЦА и Позитивне Црне Горе и на овој функцији је био до 21. марта 2016. године. 27. јуна 2018. године изабран је за предсједника Туристичке организације Улциња, улогу коју наставља да обавља.